# St. Georg (Berg)

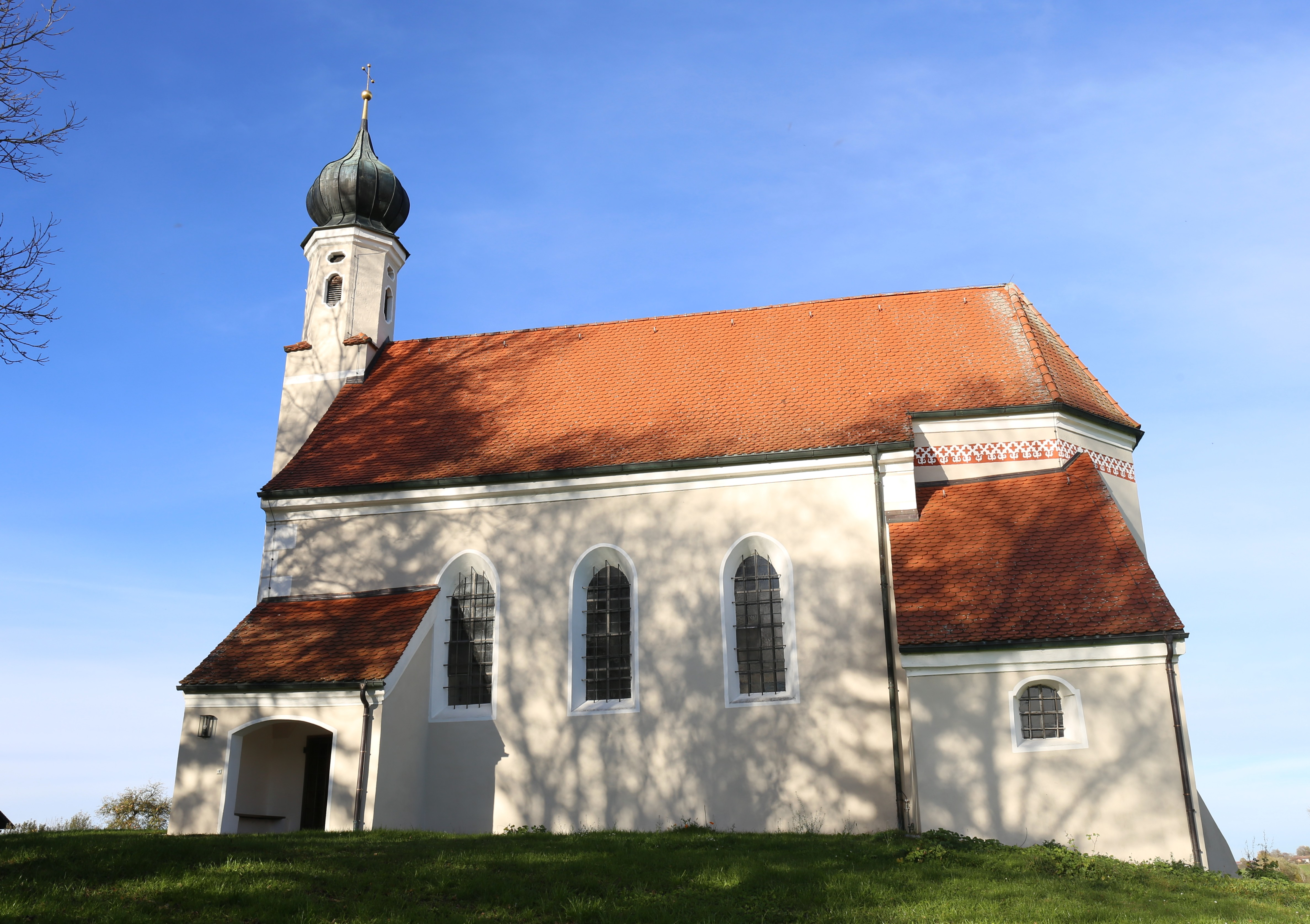
St. Georg in Berg

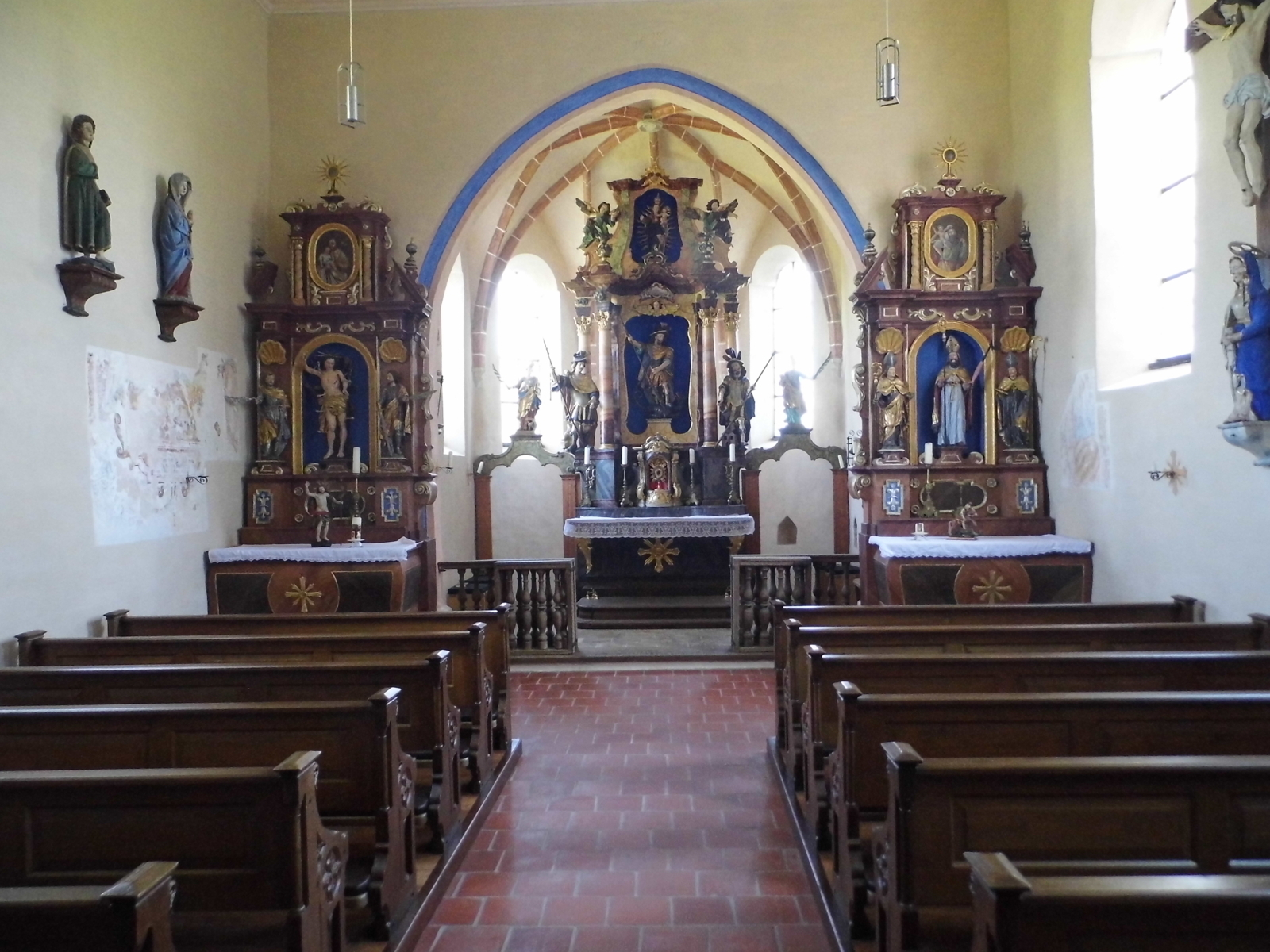
Innenraum

Die römisch-katholische Filialkirche St. Georg steht in Berg, einem Gemeindeteil von Griesstätt im oberbayerischen Landkreis Rosenheim. Das Bauwerk ist in der Liste der Baudenkmäler in Griesstätt unter der Nr. D-1-87-134-15 eingetragen. Die Kirche gehört zum Dekanat Rosenheim im Erzbistum München und Freising.

## Beschreibung
Die im Kern romanische Saalkirche wurde im 15. Jahrhundert ausgebaut. Sie besteht aus einem Langhaus, einem eingezogenen, dreiseitig geschlossenen Chor im Osten, einer Sakristei an der Südwand des Chors und einem Kirchturm auf quadratischem Grundriss an der Fassade im Westen. Er wurde im Barock mit einem achteckigen Geschoss oberhalb des Dachfirstes des Langhauses aufgestockt, das den Glockenstuhl enthält und mit einer Zwiebelhaube bedeckt ist.
Das durch einen Anbau an der Südwand des Langhauses geschützte Portal führt zum Vestibül, in dem die spätgotischen Statuen der Maria und des Johannes Baptist stehen. Der am Anfang des 18. Jahrhunderts im Chor aufgestellte Hochaltar wird von den Skulpturen des heiligen Veit und der Ursula von Köln flankiert. Von der Kirche des Klosters Altenhohenau wurde die Elektronische Orgel übernommen.